# Wilhelm Emanuel Backhaus
Wilhelm Emanuel Backhaus (* 26. März 1826 in Petershagen; † 27. Februar 1896 in Bremen) war ein deutscher Kaufmann, Publizist und Politiker.

## Leben
Backhaus wurde als Sohn des Apothekers Ernst Wilhelm Carl Backhaus (1777–1857) und dessen Ehefrau Lisette Dorothea Louise Bening (1789–1868) in Petershagen geboren. 1854 gründete er in Bremen ein eigenes Handelsunternehmen und war von 1854 bis 1866 Mitglied der Bremischen Bürgerschaft.
Er war in erster Ehe mit Louise Henriette Riecke († 1876) verheiratet und in zweiter mit Marie Karoline Amalie Schwabe. Er hatte aus der ersten Ehe 1 Tochter sowie aus der zweiten Ehe (⚭1882) eine Tochter und den Sohn Emanuel Maria Emil Karl.
In seinem letzten Lebensjahrzehnt widmete er sich ausschließlich seinen schriftstellerischen Arbeiten, vor allem sozialpolitischen, kunst- und allgemeinphilosophischen Inhalts. Als Gegner des politischen und wirtschaftlichen Liberalismus gab er in diesem Sinn 1859–64 im Auftrag der Bremer Gewerbekammer die gewerbliche industrielle Zeitschrift „Norddeutsche Hansa“ heraus.

## Werke in Auswahl
- Schutz d. Arbeit! Schutz d. Freiheit! Ein Btr. z. Lösung d. Gewerbefrage, 1848
- Der Liberalismus, Fürst Bismarck u. d. Parteien, 1884
- Schutt u. Aufbau : vier nationalökonomische Abhandlungen, Leipzig, Renger 1886
- Allen die Erde! : Kritisch-geschichtliche Darlegungen zur sozialen Bewegung, Leipzig, Friedrich 1893
- Sittliche oder ästhetische Weltordnung?, Braunschweig, Limbach 1895
- Litterarische Essays, Braunschweig, Limbach 1895
- Sind die Deutschen verrückt? : ein Psychogramm der Nation und ihrer Katastrophen, Bergisch Gladbach, Lübbe 1968

## Weblink
- Bildnis Wilhelm Emanuel Backhaus, in: Staatsbibliothek zu Berlin, Unter den Linden – Bestellung/Benutzung im Handschriftenlesesaal (Portr. Slg / Lit. kl / Backhaus, Wilhelm, Nr. 1) https://gvk.k10plus.de/SET=11/TTL=11/SHW?FRST=16/PRS=HOL